# 布拉迪斯拉發施洛雲體育會
布拉迪斯拉發施洛雲體育會（直译：「布拉迪斯拉发斯拉夫人体育俱乐部」），簡稱施洛雲，是斯洛伐克的一家足球俱樂部，主場設在首都布拉迪斯拉發。
斯拉夫人是斯洛伐克最為成功的足球俱樂部之一。在捷克斯洛伐克時代，斯拉夫人是獲得國內聯賽冠軍次數最多的斯洛伐克球隊（共計 8 次）。球隊還在1969年5月21日以 3–2 击败巴塞罗那，獲得了歐洲盃賽冠軍盃冠军。
斯洛伐克独立后，斯拉夫人成为国内最大豪门，屡次夺得联赛和杯赛冠军。

## 荣誉

### 國內
捷克斯洛伐克
- 捷克斯洛伐克甲組足球聯賽 (1944–93)

 冠軍： (8)  1949, 1950, 1951, 1955, 1969–70, 1973–74, 1974–75, 1991–92
 亞軍： (10) 1952, 1956, 1959-60, 1963-64, 1966-67, 1967-68, 1968-69, 1971-72, 1975-76, 1990-91
- 捷克斯洛伐克盃 (1961–93)

 冠軍： (5) 1961–62, 1962–63, 1967–68, 1973–74, 1981–82
- 斯洛伐克聯合錦標賽 (1925–1933)

 冠軍： (5) 1925, 1926, 1927, 1930, 1932
 斯洛伐克
- 斯洛伐克超級足球聯賽 (1939–44, 1993–現今)

 冠軍： (23)  1926, 1927, 1930, 1932, 1940, 1941, 1942, 1944, 1993–94, 1994–95, 1995–96, 1998–99, 2008–09, 2010–11, 2012–13, 2013–14, 2018–19, 2019–20, 2020–21, 2021–22, 2022–23, 2023–24, 2024–25
 亞軍： (7) 1938–39, 1942–43, 2000–01, 2009–10, 2015–16, 2016–17, 2017–18
- 斯洛伐克盃 (1961–現今)

 冠軍： (17) 1969–70, 1971–72, 1973–74, 1975–76, 1981–82, 1982–83, 1988–89, 1993–94, 1996–97, 1998–99, 2009–10, 2010–11, 2012–13, 2016–17, 2017–18, 2019–20, 2020–21
 亞軍： (7) 1970–71, 1977–78, 2002–03, 2013–14, 2015–16, 2021–22, 2022–23
- 斯洛伐克超級盃  (1993–2016)

 冠軍： (4)  1994, 1996, 2009, 2014
 亞軍： (3) 1994–95, 1996–97, 2009–10

### 國際
- 欧洲优胜者杯

 冠軍： (1) 1968–69
- 米杜柏杯

 亞軍： (1) 1964

## 外部連結
- Slovan Bratislava 官方網站 （页面存档备份，存于） （斯洛伐克文）